# Martin-Marietta X-24

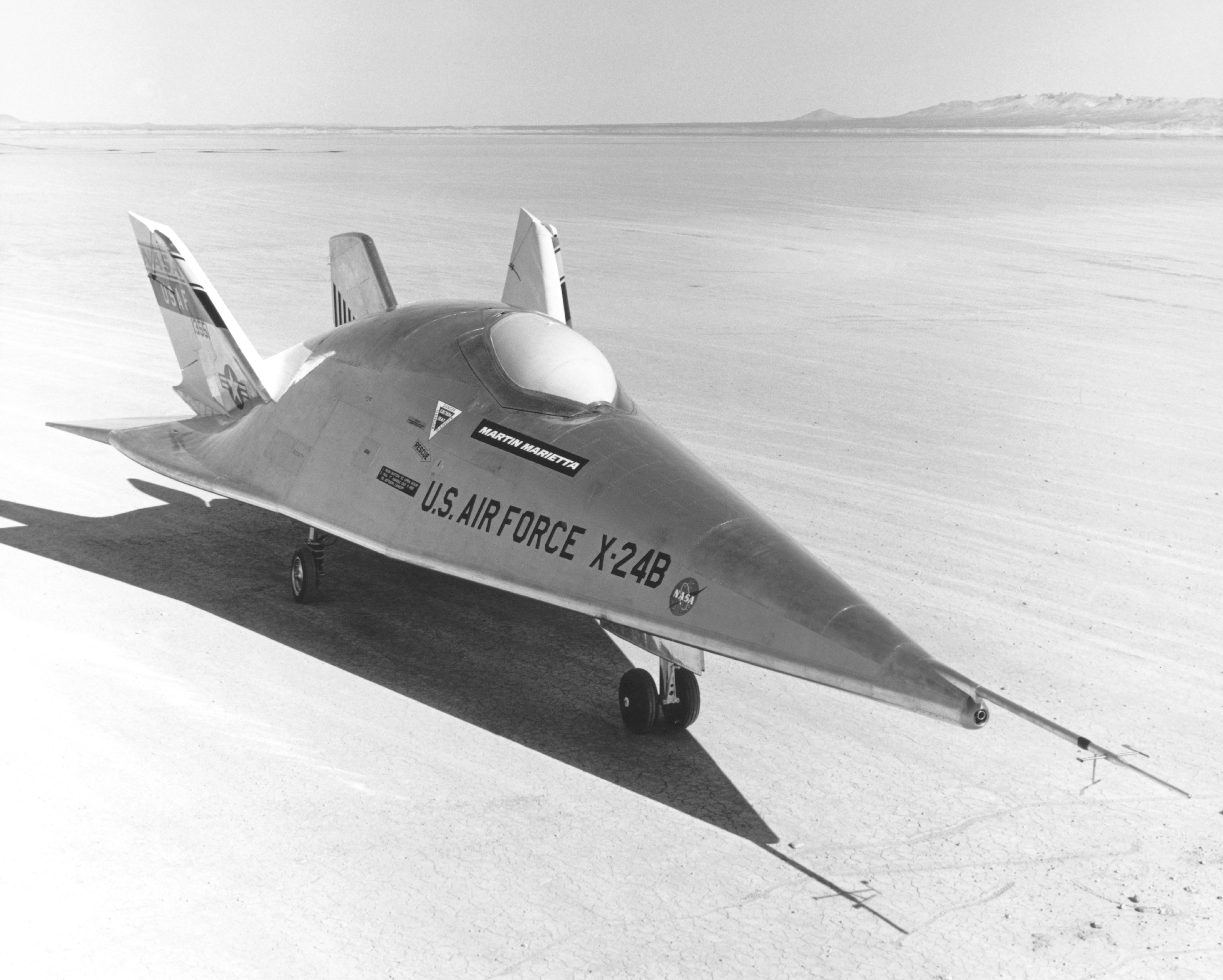
Model X-24B

Martin Marrietta X-24 – samolot doświadczalny z jednym silnikiem odrzutowym, opracowany przez USAF-NASA w ramach programu PILOT (ang. PIloted LOw-speed Test aircraft – pilotowany samolot do prób przy małych prędkościach) i koncepcji „Lifting Bodies” do badania właściwości lotnych bezskrzydłowego kadłubopłatu. Model X-24A oblatano 19 marca 1970, model zmodyfikowany X-24B 1 sierpnia 1973 r. Projekt X-24C nie został zrealizowany. Samolot został wyniesiony przez maszynę B-52, po czym wzniósł się samodzielnie za pomocą silnika rakietowego na dużą wysokość i wylądował lotem ślizgowym.